# Шанхайська організація співробітництва
Шанха́йська організа́ція співробі́тництва (ШОС, рос. Шанха́йская организа́ция сотру́дничества, спрощ.: 上海合作组织; кит. трад.: 上海合作組織; піньїнь: Shànghǎi Hézuò Zǔzhī, скорочено: спрощ.: 上合组织; піньїнь: Shàng Hé Zǔzhī) — субрегіональна міжурядова міжнародна організація, утворена 15 червня 2001 року в місті Шанхаї (КНР). До ШОС входять 10 країн-членів — Білорусь, Індія, Іран, Казахстан, Киргизстан, Китайська Народна Республіка,  Пакистан, Російська Федерація, Таджикистан і Узбекистан. Штаб-квартира організації розташована у Пекіні. Офіційні робочі мови — російська та китайська.

## Основні показники
Загальна площа держав-членів ШОС дорівнює 34 млн 380 тис. км², що становить 62% площі Євразії, а населення — 3.286 млрд осіб, що становить 41% усього населення земної кулі. Що стосується економічного потенціалу, то він містить у собі найбільш могутню і динамічну після США та ЄС китайську економіку.

## Символіка
Символіка ШОС включає білий прапор із зображенням у центрі емблеми організації. На емблемі в центрі — символічне зображення Східної півкулі Землі з обрисами земної суші, що займає «шістка», обабіч якого два лаврові вінки, зверху і знизу — напис китайською і російською мовами: «Шанхайська організація співробітництва». Емблема виконана в синьому і зеленому кольорах, що символізує основну мету ШОС — мир, дружбу, прогрес і розвиток.

## Історія
Попередницею ШОС була так звана «Шанхайська п'ятірка» (Росія, Казахстан, Киргизстан, Китай і Таджикистан), що утворилася в результаті підписання «Угоди про зміцнення довіри у військовій області в районі кордону» (1996) й «Угоди про взаємне скорочення збройних сил у районі кордону» (1997). Зближення цих країн диктувалося в першу чергу загрозою безпеки їхнім прикордонним територіям з боку головного вогнища нестабільності в Середній Азії — Афганістану, де йшла громадянська війна між військами Північної коаліції і руху Талібан. Першу з цих двох угод було підписано в Шанхаї, що дало підставу для появи терміна «Шанхайська п'ятірка». Спільна робота на самітах в Алмати (1998), Бішкеку (1999), Душанбе (2000) дозволили створити атмосферу того, що стало іменуватися «шанхайським духом» — виробити атмосферу взаємної довіри, через перший досвід взаємних консультацій прийти до механізму досягнення консенсусу і добровільної згоди виконувати положення досягнутих домовленостей. Поступово коло питань розширилося до сфер зовнішньої політики, економіки, охорони навколишнього середовища, включаючи використання водних ресурсів, культури тощо. Усе це призвело до необхідності оформлення системи самітів і консультацій у нове регіональне об'єднання.
14-15 червня 2001 року в Шанхаї відбулася шоста зустріч «Шанхайської п'ятірки» на вищому рівні, на якій до організації як повноцінний, рівноправний член приєднався Узбекистан. Глави шести держав оголосили про утворення ШОС. У прийнятій на саміті Декларації як основні цілі проголошувалися підтримка і забезпечення миру, безпеки і стабільності в Середній Азії, а також розвиток співробітництва в політичній, торгово-економічній, науково-технічній, культурній, освітній, енергетичній, транспортній, екологічній й іншій областях. Інший важливий документ — Конвенція про боротьбу з тероризмом, сепаратизмом й екстремізмом уперше закріплювала на міжнародному рівні визначення сепаратизму й екстремізму як насильницьких, переслідуваних у карному порядку діянь. Її підписання пов'язане з тривогами Китаю з приводу сепаратистських виступів поблизу кордонів із Середньою Азією, де мекають уйгури — тюркомовні мусульмани, що населяють захід Китаю. Інша не менш зацікавлена країна — Узбекистан — має найчисленніше населення з усіх держав Середньої Азії і найбільшою мірою піддана проявам сепаратизму з боку радикально настроєних прихильників відновлення в регіоні ісламського халіфату.
7 червня 2002 року в Санкт-Петербурзі відбулася друга зустріч глав країн-членів ШОС, на якій була підписана Хартія ШОС, і тим самим були закріплені правові основи для розвитку організації в майбутньому. У документі чітко визначені основна мета, принципи, організаційна структура, форма функціонування, напрямок співробітництва і принципи зовнішніх зв'язків, що означає дійсне створення цієї організації з погляду міжнародного права.
15—16 вересня 2022 року в Самарканді ( Узбекистан) відбулася 22-а зустріч глав країн-членів ШОС.
Іран підписав угоду, і тепер очікується, що у 2023 році на саміті Шанхайської організації співробітництва в Індії стане дев'ятим членом ШОС
За іншими джерелами, Іран вже став дев'ятим членом ШОС
Єгипет, Саудівська Аравія та Катар стали партнерами ШОС, тепер їх дев'ять.
Досягнуто угоди, що новими партнерами будуть Бахрейн, Мальдіви, Об'єднані Арабські Емірати, Кувейт та 
М'янма.
На офіційному сайті ШОС ще немає оновлень: 8 членів, 4 спостерігачі, 6 партнерів.

## Цілі
Відповідно до Хартії, основними цілями і завданнями ШОС є:
- зміцнення між державами-членами взаємної довіри, дружби і добросусідства;
- розвиток багатопрофільного співробітництва з метою підтримки і зміцнення миру, безпеки і стабільності в регіоні, сприяння побудові нового демократичного, справедливого і раціонального політичного й економічного міжнародного порядку; спільна протидія тероризму, сепаратизму й екстремізму у всіх їхніх проявах, боротьба з незаконним оборотом наркотиків і зброї, іншими видами транснаціональної злочинної діяльності, а також незаконною міграцією;
- заохочення ефективного регіонального співробітництва у політичній, торгово-економічній, оборонній, правоохоронній, природоохоронній, культурній, науково-технічній, освітній, енергетичній, транспортній, кредитно-фінансовій й іншій областях, що представляють загальний інтерес;
- сприяння всебічному і збалансованому економічному росту, соціальному і культурному розвитку в регіоні за допомогою спільних дій на основі рівноправного партнерства з метою неухильного підвищення рівня і поліпшення умов життя народів держав-членів;
- координація підходів при інтеграції у світову економіку;
- сприяння забезпеченню прав і основних свобод людини відповідно до міжнародних зобов'язань держав-членів і їхнім національним законодавствам;
- підтримка і розвиток відносин з іншими державами і міжнародними організаціями;
- взаємодія в запобіганні міжнародних конфліктів і їхньому мирному врегулюванні;
- спільний пошук розв'язання проблем, що виникнуть у XXI столітті.

## Принципи
Держави-члени ШОС домовилися дотримувати наступних принципів:
- взаємної поваги суверенітету, незалежності, територіальній цілісності держав і непорушності державних кордонів, ненападу, невтручання у внутрішні справи, незастосування сили чи загрози силою у міжнародних відносинах, відмовлення від однобічної військової переваги в суміжних районах;
- рівноправності всіх держав-членів, пошуку спільних точок зору на основі взаєморозуміння і поваги думок кожного з них;
- поетапного здійснення спільних дій у сферах загального інтересу;
- мирного вирішення можливих розбіжностей між державами-членами;
- неспрямованості ШОС проти інших держав і міжнародних організацій;
- недопущення будь-яких протиправних дій, спрямованих проти інтересів ШОС;
- сумлінного виконання зобов'язань, що випливають з Хартії й інших документів, прийнятих у рамках ШОС.

У травні 2003 року в Москві відбулася третя зустріч країн-учасниць ШОС у верхах. Глави країн-членів ШОС підписали Декларацію.
15 січня 2004 року в Пекіні відбулася церемонія відкриття Секретаріату Шанхайської організації співробітництва /ШОС/.
Четверта зустріч країн-членів Шанхайської організації співробітництва /ШОС/ у верхах відбулася 17 червня 2004 року в узбецькій столиці Ташкенті. За підсумками засідання лідери країн ШОС прийняли ташкентську декларацію. Того ж дня у Ташкенті відкрилася Регіональна антитерористична структура ШОС /РАТС/. Ця подія засвідчила про вступ ШОС у нову стадію — стадію практичного співробітництва.

## Керівні органи
Для виконання цілей і задач ШОС у рамках організації діють:

### Рада глав держав
Як вищий органом ШОС, вона визначає пріоритети і виробляє основні напрямки діяльності Організації, розв'язує принципові питання її внутрішнього устрою і функціонування, взаємодії з іншими державами і міжнародними організаціями, а також розглядає найактуальніші міжнародні проблеми. Рада збирається на чергові засідання один раз на рік. Головування на засіданні Ради здійснює глава держави — організатора чергового засідання. Місце проведення чергового засідання визначається, як правило, у порядку російського алфавіту назв держав — членів ШОС.

### Рада глав урядів (прем'єр-міністрів)
Приймає бюджет Організації, розглядає і розв'язує основні питання, що відносяться до конкретних, особливо економічним сферам розвитку взаємодії в рамках Організації. Рада збирається на чергові засідання один раз у рік.

### Рада міністрів закордонних справ
Розглядає питання поточної діяльності Організації, підготовки засідання Ради глав держав і проведення консультацій у рамках Організації по міжнародних проблемах. Рада може в разі потреби виступати із заявами від імені ШОС. Рада збирається, як правило, за один місяць до проведення засідання Ради глав держав. Позачергові засідання Ради міністрів закордонних справ скликаються з ініціативи не менш як двох держав-членів і за згодою міністрів закордонних справ всіх інших держав-членів.

### Наради керівників міністерств і/чи відомств
Відповідно до рішень Ради глав держав і Ради глав урядів (прем'єр-міністрів) керівники галузевих міністерств і/чи відомств держав-членів на регулярній основі проводять наради для розгляду конкретних питань розвитку взаємодії у відповідних областях у рамках ШОС. Для підготовки і проведення нарад за попередньою домовленістю держав-членів можуть створюватися на постійній чи тимчасовій основі робочі групи експертів, що здійснюють свою діяльність відповідно до регламентів роботи, затверджуваними на нарадах керівників міністерств і/чи відомств. Ці групи формуються з представників міністерств і/чи відомств держав-членів.

### Рада національних координаторів
Є органом ШОС, що здійснює координацію і керування поточною діяльністю Організації. Вона проводить необхідну підготовку засідань Ради глав держав, Ради глав урядів (прем'єр-міністрів) і Ради міністрів закордонних справ. Національні координатори призначаються кожною державою-членом відповідно до її внутрішніх правил і процедур. Рада збирається на засідання не рідше трьох разів на рік.
Регіональна антитерористична структура держав-учасниць Шанхайської конвенції про боротьбу з тероризмом, сепаратизмом і екстремізмом від 15 червня 2001 року з місцем розташування в місті Бішкеку /Киргизька Республіка/ є постійним органом ШОС. Основні її завдання і функції, принципи формування і фінансування, а також порядок діяльності регулюються окремим міжнародним договором, що укладається між державами-членами, і іншими необхідними документами, прийнятими ними.
Секретаріат є постійним адміністративним органом ШОС. Він здійснює організаційно-технічне забезпечення заходів, проведених у рамках ШОС, готує пропозиції щодо щорічного бюджету Організації.
Що стосується членства в ШОС, то організація відкрита для прийняття до її рядів інших держав регіону, що зобов'язуються дотримуватися мети і принципів Хартії, а також положення інших міжнародних договорів і документів, прийнятих у рамках ШОС. Розв'язання питання про прийняття до ШОС нових членів приймається Радою глав держав за представленням Ради міністрів закордонних справ на основі офіційного звернення зацікавленої держави, що направляється чинному голові Ради міністрів закордонних справ.
Інтерес до співробітництва із ШОС виявляють Монголія, Шрі-Ланка, США, Україна і регіональні організації: АСЕАН та ЄС.